# الكريف (المزاحن)

تعديل مصدري - تعديل

الكريف محلة تابعة لقرية المحاددين، التابعة لعزلة المزاحن بمديرية فرع العدين إحدى مديريات محافظة إب في الجمهورية اليمنية، بلغ تعداد سكانها 252 حسب تعداد اليمن لعام 2004.